# Маргарита Бургундска (1393 – 1442)
Маргарита Бургундска (на френски: Marguerite de Bourgogne), известна също като Маргарита Неверска (на френски: Marguerite de Nevers; * 8 декември 1393, † 2 февруари 1441/1442, Париж, Кралство Франция), е най-голямата дъщеря на херцога на Бургундия Жан Безстрашни, чрез първия си брак – дофина на Франция и чрез втория – графиня на Ричмънд.

## Живот

### Произход и ранни години
Маргарита Бургундия е родена през декември 1393 г. в семейството на Жан Безстрашни, тогава граф на Невер, и на неговата съпруга Маргарита Баварска. Тя е първа дъщеря и голямото дете от осем деца на двойката.
По баща Маргарита е правнучка на френския крал Жан II чрез най-малкия си син Филип Смели, херцог на Бургундия, а по майка – правнучка на император на Свещената Римска империя на Лудвиг IV чрез неговия син на Албрехт I, херцог на Бавария.
Маргарита получава добро образование. За нея и нейните четири сестри съвременниците казват че са „обикновени, като сови", които са израснали в „топла семейна атмосфера“ в херцогската резиденция, разположена в Бургундия; всички те са близки с тяхната баба по баща – графиня Маргарита III Фландърска.

### Брак с дофин Луи (1404 – 1415)
Дядото на Маргарита е близък поддръжник на Франция и с всички сили се мъчи да омъжи момичето за френския дофин като гаранция, че именно неговата внучка ще стане следващата кралица на Франция. Затова след смъртта на дофина Шарл през 1401 г., в резултат на Арманяко-бургундската гражданска война, дядото на Маргарита и майката на покойния дофин кралица Изабела Баварска инициират нов съюз: през март 1403 г. в Париж е постигнато споразумение за брак на Маргарита с другия син на Изабела – новият дофин Луи; на 5 май същата година е подписан брачният договор. Двойната сватба се състои на 30 август 1404 г. в Париж: братът на Маргарита Филип III Добрият се жени за сестрата на дофина Мишел Френска. По-рано, през юли 1402 г., по споразумение между кралицата и херцог Филип Смели, на Маргарита е призната титлата „херцогиня на Гиен“. Скоро след сватбата умира дядото на Маргарита и новият херцог на Бургундия става нейният баща.
Френско-италианска писателка Кристина Пизанска през 1405 г. посвещава на младата дофина книгата си Le Livre des trois vertus à l ' enseignement des dames, в която описва това, което трябва да знае дофината и как да се държи; ръкописът вероятно е поръчан от бащата на дофината.
До достигане на полова зрялост на дофина Луи и принц Филип по желание на краля Маргарита расте и се възпитава заедно с принцеса Мишел в двора в Париж под надзора на кралица Изабела. Бракът не е консумиран чак до юни 1409 г., след което Маргарита, както съобщава придворния юрист и историк Жан II Жовенел дьо Урсин, се присъединява към угасващия двор на своята свекърва. Малко след това Маргарита се превръща в пешка в борбата на две противопоставящи се фракции – арманяки и бургунди, които искат да управляват съпруга ѝ. Бракът с Луи, умрял през 1415 г., остава бездетен и не е щастлив: дофинът не обича жена си и не иска да я вижда; тя смирено и търпеливо понася всички унижения от негова страна и едва на смъртното си легло дофинът се разкайва за своето жестоко отношение към съпругата.
- Дофин Луи Гиенски – 
първият съпруг на Маргарита
- Кристина Пизанска подарява книгата си Маргарита

### Вдовица (1415 – 1423)
След смъртта на съпруга си Маргарита се оказва всъщност сама при френския двор и с мъка е спасена от роднините си от превзетия през 1413 г. от арманяките Париж. Маргарита се завръща в Бургундия, където живее няколко години със своята майка и несемейните си сестри Ана и Агнес. Овдовяла, Маргарита иска да върне зестрата си, но това става едва през 1425 г.
През 1419 г. е убит бащата на принцесата, а Бургундското херцогство преминава в ръцете на нейния брат Филип Добрия. Убийството на херцог Жан по време на преговорите дискредитира арманяките и новия дофин, което довежда до открито преминаване на бургундите на страната на английския крал и допринася за сключване на Договор от Троа (1420).
Свекърът на Маргарита крал Шарл VI умира през 1422 г. и англичаните окупират част от Франция от името на малолетния му внук – английският крал Хенри VI, който става наследник на дядо си в съответствие с Договора в Троа от 1420 г.; в същото време деверът на Маргарита Карл Валоа обявява себе си за крал като Шарл VII.

### Брак с Артур III (1423 – 1442)
В началото 1423 г. брат ѝ, херцог Филип Добрия, влиза в съюз с херцога на Бретон Жан VI Мъдри и регента на Англия херцог Бедфорд. За укрепване на този съюз Филип се съгласява да даде за жени на Бедфорд и на Артур Бретански, по-малкия брат на херцога на Бретан, съответно сестрите си Ана и Маргарита.
Маргарита се оказва далеч не във възторг от перспективата отново да се омъжи, а тя с всички сили се опитва да забави или попречи на този брак, оплаквайки се на брат си за това, че Артур е все още затворен от британците и че всички нейни сестри са омъжени за херцози, докато Артур носи само титлата „граф на Ричмънд“. Като бивша дофина на Франция, която все още има право да ползва титлата на херцогиня на Гиен, тя твърди, че графът е много по-ниско в йерархията. Въпреки това, Филип не взема под внимание аргументите на сестра си и на 14 април 1423 г., при липса на съгласие от Маргарита, в Амиен сключва брачен договор с бъдещия ѝ съпруг. Едно от условията, определени в договора е, че Маргарита ще наследи Бургундското херцогство в случай, че брат и Филип умре бездетен. Вече след сключване на договора Филип изпраща на сестра си своя доверен слуга Рение По, който е трябва да обясни на Маргарита защо е толкова необходим този брак. Освен това Рение По съобщава на принцесата, че на Артур по заповед на регента е присъдена титлата „херцог на Тур“, а самият той притежава мъжество, приятен външен вид и благородни лични качества. От името на Филип също така казва на Маргарита, че все още е доста млада вдовица и че тя трябва да се омъжи, и да роди деца в близко бъдеще, още повече че самият Филип в този момент е бездетен вдовец. В края на краищата, Маргарита отстъпва и бракът е сключен на 10 октомври 1423 г. Седем дни по-рано в Дижон Маргарита парафира последната версия на брачния договор.
Артур скоро става много влиятелен човек при кралския двор в Париж и винаги работи в полза на Бургундия, особено по време на брака му с Маргарита. Бургундия и Бретан окончателно преминават на другата страна, присъединявайки се към Шарл VII в борбата му срещу англичаните. Маргарита се оказва вярна съпруга и защитава съпруга си, дори когато той се скарва с Шарл VII; тя също поема управлението, докато той е на бойното поле. Когато французите си възвръщат контрола над града през 1436 г., Маргарита заедно със своя съпруг, назначен на длъжност „конетабъл на Франция“, участва в тържественото влизане в града на 23 ноември. От този момент и до смъртта си Маргарита играе важна роля в политическия живот на френското кралство, но не се занимава само с политика. В Париж Маргарита се установява в двореца „Пор-Епи“, една от резиденциите на Орлеанския херцог. В това време тя отдава голямо внимание на благотворителна дейност – поддържа парижките църкви, манастири, братства и болници.
Маргарита умира бездетна в Париж на 2 февруари 1441 или 1442 г. В завещанието си, копие от което е запазено в архивите на Нант, тя иска сърцето и да се погребе в манастира „Нотр Дам де Лиес“ в Пикардия, но нейният съпруг-вдовец и нейният брат са твърде заети, за да изпълнят последната ѝ воля и Маргарита е погребана в Манастира на кармелитките в Париж. Артур се жени отново в рамките на една година, но и двата му следващи бракове се оказват бездетни.